# Problème d'échecs
 (novembre 2013).

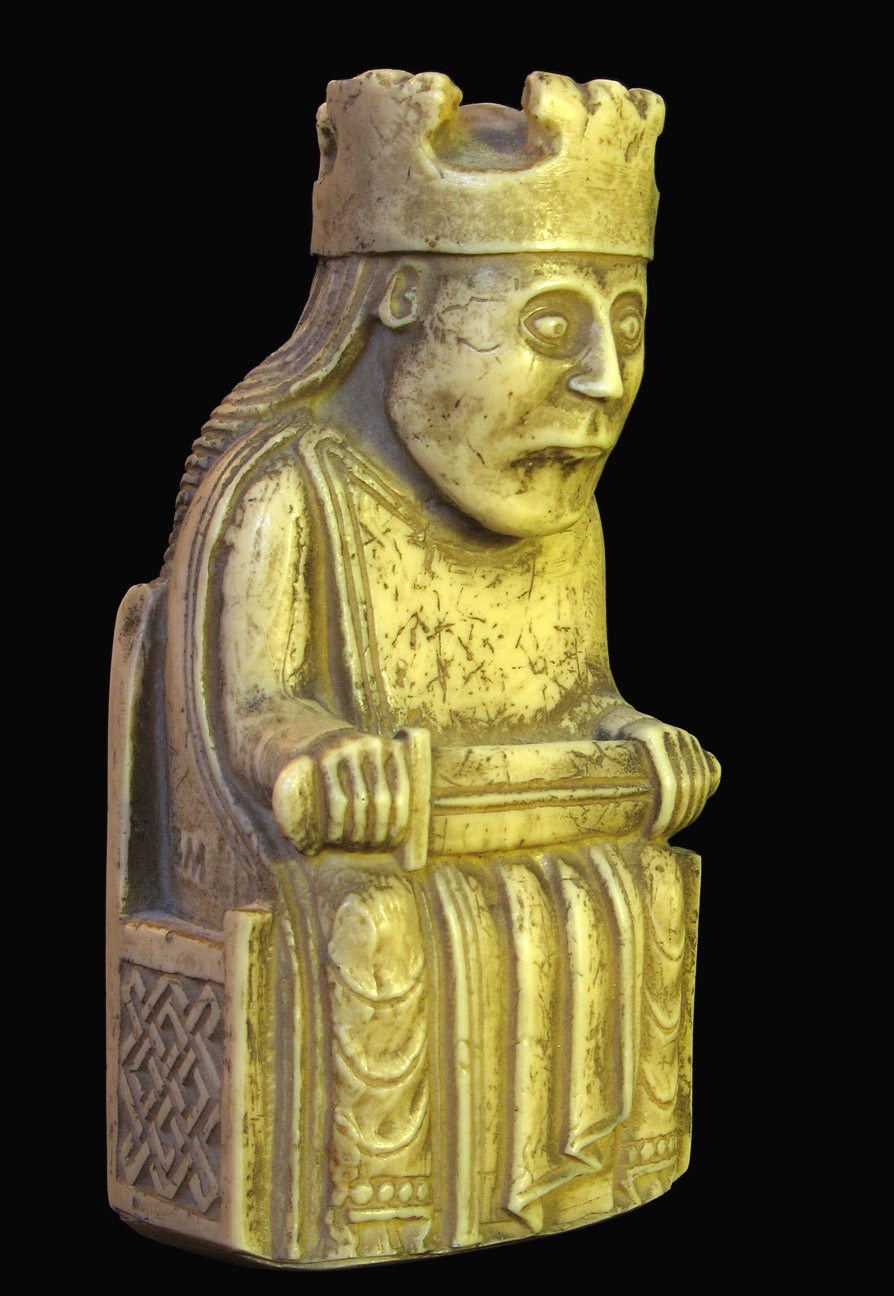
Réplique d'une figurine de Roi issue des figurines de Lewis

Un problème d’échecs est un casse-tête artistique utilisant les pièces et les règles du jeu d'échecs. Un problème est créé par un compositeur dans le but de présenter un thème ou une idée particulière. Les problèmes d'échecs appartiennent au domaine de la composition échiquéenne.
L'énoncé le plus fréquent[réf. nécessaire] est « Mat en deux coups » : les blancs jouent un premier coup (c'est la clé du problème), et, quel que soit le coup par lequel répondent les noirs, les blancs peuvent mater le roi noir à leur second coup.

## Ce qui constitue un problème d'échecs
Le fait qu'un problème d'échecs soit une position composée pour présenter une énigme artistique à l'aide d'un énoncé, suffit à définir ce qu'il est.
La présentation d'un problème d'échecs comporte en général les éléments suivants :
- la position initiale (ou finale en analyse rétrograde) du problème. Cette position est composée, c’est-à-dire qu’elle n’est pas tirée d’une partie réellement jouée mais qu’elle a été créée de toutes pièces dans le but spécifique d’en faire un problème. La position est souvent invraisemblable du point de vue de la partie d'échecs. Par contre, la position doit être légale, c’est-à-dire qu’elle doit pouvoir être obtenue en respectant les règles du jeu ;
- l'énoncé du problème qui est le plus souvent, le mat du roi noir en un nombre de coups imposé. Cet énoncé est souvent indiqué par des abréviations ;
- le ou les auteurs du problème ;
- la publication de première parution ou le concours auquel le problème a participé et l'année de la publication ou l'indication que ce problème est un inédit ;
- une éventuelle récompense obtenue par le problème.

La présentation d'un ou plusieurs thèmes et les qualités esthétiques du problème sont pris en compte pour l'attribution de récompenses décernées dans les concours de composition.
Par contre, le problémiste a deux ennemis implacables :
- la démolition : le problème doit avoir une solution et elle doit être unique (ou avoir le nombre exact de solutions indiqué dans l'énoncé). Dans le cas contraire le problème est considéré comme « démoli », il perd toute valeur artistique et est éliminé du concours dans lequel il participait éventuellement ;
- l'anticipation : pour être récompensé, il faut que l'idée ou la mise en œuvre de l'idée présentée dans le problème soit nouvelle. L'anticipation du problème peut être totale (et le problème perd son intérêt) ou partielle (on lui reconnait une part d'originalité ou un enrichissement intéressant).

### «Problèmes» qui ne sont pas de vrais problèmes d'échecs
Le terme problème est également utilisé pour qualifier un exercice ou une devinette proposé aux joueurs dans un but d'entraînement ou de divertissement. Ce ne sont cependant pas de véritables problèmes d'échecs, car les positions sont, en général, non pas composées, mais tirées de parties réelles, et lorsque les positions sont composées, elles n'ont pas de prétentions esthétiques et ne suivent pas les règles conventionnelles des problèmes artistiques.
Les exercices d'échecs comportent ainsi, par exemple :
- les combinaisons dans lesquelles le joueur doit découvrir une suite de coups forcée donnant la victoire sur le champ ou un avantage décisif, ceci contre toute défense du camp adverse ;
- les exercices de mat dans lesquels le joueur doit découvrir un mat forcé dans un nombre limité ou non de coups ;
- les fins de partie dans lesquels le joueur doit trouver une méthode de gain dans un contexte de matériel réduit.

Dans les devinettes, dont les auteurs sont restés anonymes et qui ne sont pas dénuées d'une certaine valeur esthétique, citons :
- le problème des huit dames qui consiste à placer huit dames de même couleur sur l’échiquier de façon qu’aucune d'entre elles ne soit sur la trajectoire d’une autre ;
- le problème du cavalier qui consiste à faire parcourir tout l’échiquier à un cavalier sans passer deux fois par la même case.

### Esthétique
Par définition il n'y a pas de standard officiel permettant de définir la qualité esthétique d'un problème d'échecs. Le jugement dépend de chaque personne et a évolué avec le temps. Voici cependant quelques critères que l'on s'efforce de respecter :
- la position du problème doit être légale, cette règle est obligatoire pour que l'œuvre puisse participer à un concours. Il doit en effet exister au moins une partie d'échecs permettant d'atteindre le diagramme à partir de la position initiale standard, même si celle-ci est totalement invraisemblable. Les problèmes ne sont pas créés dans un souci de réalisme ;
- le premier coup de la solution, la clé, doit être unique. Un problème qui a plusieurs clés est démoli et ne sera pas publié. Certains problèmes font exception, où les multiples solutions, voulues par le compositeur, se complètent d'une façon ou d'une autre. Cela arrive fréquemment pour les mats aidés ;
- idéalement, chaque coup noir est suivi d'un seul coup blanc menant au but, même si ce critère d'unicité n'est pas aussi important que pour la clé. S'il y a plusieurs coups possibles, on parle de dual. Les duals qu'un compositeur évite impérativement sont ceux qui concernent les variantes thématiques ;
- le problème doit contenir un ou plusieurs thèmes répertoriés ou contenir une idée originale. Ce critère est plus essentiel que la recherche de la difficulté de résolution (qui est évidemment aussi appréciée). Un grand nombre de thèmes existent et chacun porte un nom. La répétition d'un thème ou la combinaisons de plusieurs dans un même problème sont fréquents et très appréciés (voir l'exemple ci-dessous) ;
- la clé du problème ne doit pas être triviale. Pour cette raison, les coups qui donnent échec, les captures, les coups qui restreignent la liberté du roi noir, ne sont pas bien vus ;
- toutes les pièces présentes sur l'échiquier doivent participer au problème, soit en participant activement dans la solution, soit en empêchant des démolitions. Les pions et pièces inutiles dans la solution et qui ne servent qu'à la correction du problème sont des défauts mineurs ;
- l'économie sous toutes ses formes est une qualité. Il vaut mieux avoir :
  - le problème le plus court possible pour montrer le thème ;
  - le moins de pièces possible sur l'échiquier ;
  - les pièces les moins puissantes, par exemple en remplaçant une dame par une tour si cela suffit.

## Les types de problèmes
Les problèmes sont classés en fonction de l'énoncé du problème et du matériel utilisé.

### Variété des types d'énoncé
Les premiers problèmes d'échecs ont été des mats directs ou des études, ces deux types d'énoncé restent proches des règles et conventions de la partie d'échecs.
Le but d'un problème d'échecs n'étant pas l'affrontement de deux camps au sens de la partie, les compositeurs ont enrichi le domaine en créant dans un premier temps de nouveaux énoncés respectant les règles classiques du jeu, ce sont les problèmes hétérodoxes ; puis en modifiant les règles proprement dites par l'ajout de pièces ou de conditions, ce sont les problèmes féeriques.

### Problèmes orthodoxes
Les problèmes orthodoxes respectent toutes les règles du jeu d'échecs :
- les mats directs (notés n# ou #n) - les blancs jouent les premiers et font mat en n coups, contre toutes défenses des noirs. On remarque toutefois que dans la partie réelle il n'y a en situation normale pas de contrainte sur le nombre de coups pour infliger un mat ;
- les études (notés + pour une étude de gain, = pour une étude de nulle) - ce sont des positions composées de fin de partie. Les études d'échecs suivent strictement les règles du jeu normal et sont donc normalement facilement accessibles aux joueurs. Toutefois elles mettent en scène des méthodes de gain ou d'annulation souvent très originales, pour cette raison cela les rend souvent très difficiles à résoudre même pour des joueurs de très fort niveau.

### Problèmes hétérodoxes
Les problèmes hétérodoxes se conforment aux règles du jeu d'échecs, mais le but poursuivi est inhabituel :
- mats aidés (notés hn# ou h#n) - les noirs jouent en premier et font leur possible pour aider les blancs à les mater en n coups (les deux camps collaborent) ;
- mats inverses (notés sn# ou s#n) - les blancs jouent et forcent les noirs à mater en n coups, quels que soient les coups des noirs (qui refusent de collaborer).

Les problèmes d'analyse rétrograde (voir plus loin) ne sont pas classés dans les problèmes hétérodoxes, même lorsqu'ils respectent les règles du jeu.

### Curiosités échiquéennes
Les curiosités échiquéennes sont des problèmes d'échecs dont l'humour est une composante importante. On doit souvent sortir de la logique interne du jeu pour les résoudre, à moins que la curiosité vienne simplement d'une position inhabituelle sur l'échiquier.

### Problèmes féeriques
Les problèmes féeriques utilisent des règles féeriques ou des pièces féeriques, on peut donc trouver des mats directs, des études, des mats aidés féeriques, mais il existe aussi un certain nombre de problèmes où le côté féerique est juste limité à l'énoncé du problème :
- mats réflexes (notés rn# ou r#n) - comme les mats inverses, mais avec une condition supplémentaire : dès qu'un camp a la possibilité de donner échec et mat, il en a l'obligation. Si seuls les noirs ont cette obligation, c'est un mat semi-réflexe (noté alors srn# ou sr#n). Ces problèmes sont féeriques, parce que l'énoncé interdit de jouer certains coups qui sont pourtant parfaitement légaux. Ils sont cependant fréquemment présentés avec les mats inverses plutôt qu'avec les problèmes féeriques ;
- problèmes de série - celui qui joue dispose d'une série de coups sans réponse de son adversaire. Il existe des mats de série directs (notés sdn# ou sd#n), aidés (notés shn# ou sh#n), inverses (notés ssn# ou ss#n) ou réflexes (notés srn# ou sr#n). Ce genre va à l'encontre de la règle d'alternance des coups du jeu d'échecs.

### Problèmes d'analyse rétrograde
Les problèmes d'analyse rétrograde sont des problèmes dans lesquels l'énoncé demande d'expliquer la position obtenue en recherchant certains coups de la partie et/ou de modifier la position pour qu'elle puisse être expliquée et légale. De tels problèmes ont été popularisés par Raymond Smullyan dans son livre Sherlock Holmes en échecs; par déformation professionnelle, Sherlock Holmes est en effet bien meilleur en analyse rétrograde qu'au jeu d'échecs classique. Le spécialiste mondial de cette discipline est le français Michel Caillaud.
Ces problèmes peuvent éventuellement comporter des conditions et pièces féeriques, les énoncés sont très variés, par exemple :
- mat direct ou mat aidé qui semble classique, mais qui nécessite de démontrer que le roque n'est pas possible ou que la prise en passant est possible ;
- donner les n derniers coups joués ou la partie justificative complète en n coups (on parle aussi de PCPJ pour Plus Courte Partie Justificative) ;
- indiquer quelle pièce a été promue ;
- indiquer sur quelles cases ont eu lieu les prises et/ou quelles pièces ont été prises ;
- colorier les pièces (qui sont toutes blanches sur le diagramme) pour avoir une position légale ;
- indiquer quelle pièce enlever ou quelle pièce ajouter pour avoir une position légale ;
- retractor - les deux camps reprennent un certain nombre de coups afin de trouver une position dans laquelle les blancs peuvent mater.

### Problèmes mathématiques
Les problèmes mathématiques sont des problèmes utilisant les pièces d'échecs dont la solution comporte une démonstration mathématique. C'est par exemple le cas du problème du cavalier ou du problème des huit dames.

## Exemple
Le problème suivant a été composé par Thomas Taverner et publié en 1889 dans le Dubuque Chess Journal. C'est un mat direct en deux coups.
Dubuque Chess Journal 1889
|   | a | b | c | d | e | f | g | h |   |
| 8 | Fou noir sur case noire d8 · Tour noire sur case blanche e8 · Tour noire sur case noire f8 · Fou noir sur case blanche g8 · Cavalier blanc sur case noire c7 · Fou blanc sur case blanche h7 · Pion noir sur case noire c5 · Dame blanche sur case blanche h5 · Pion noir sur case blanche c4 · Roi noir sur case noire f4 · Pion blanc sur case blanche f3 · Pion blanc sur case blanche e2 · Roi blanc sur case blanche g2 · Tour blanche sur case noire h2 · Cavalier blanc sur case noire c1 · Tour blanche sur case blanche f1 · Fou blanc sur case noire g1 | Fou noir sur case noire d8 · Tour noire sur case blanche e8 · Tour noire sur case noire f8 · Fou noir sur case blanche g8 · Cavalier blanc sur case noire c7 · Fou blanc sur case blanche h7 · Pion noir sur case noire c5 · Dame blanche sur case blanche h5 · Pion noir sur case blanche c4 · Roi noir sur case noire f4 · Pion blanc sur case blanche f3 · Pion blanc sur case blanche e2 · Roi blanc sur case blanche g2 · Tour blanche sur case noire h2 · Cavalier blanc sur case noire c1 · Tour blanche sur case blanche f1 · Fou blanc sur case noire g1 | Fou noir sur case noire d8 · Tour noire sur case blanche e8 · Tour noire sur case noire f8 · Fou noir sur case blanche g8 · Cavalier blanc sur case noire c7 · Fou blanc sur case blanche h7 · Pion noir sur case noire c5 · Dame blanche sur case blanche h5 · Pion noir sur case blanche c4 · Roi noir sur case noire f4 · Pion blanc sur case blanche f3 · Pion blanc sur case blanche e2 · Roi blanc sur case blanche g2 · Tour blanche sur case noire h2 · Cavalier blanc sur case noire c1 · Tour blanche sur case blanche f1 · Fou blanc sur case noire g1 | Fou noir sur case noire d8 · Tour noire sur case blanche e8 · Tour noire sur case noire f8 · Fou noir sur case blanche g8 · Cavalier blanc sur case noire c7 · Fou blanc sur case blanche h7 · Pion noir sur case noire c5 · Dame blanche sur case blanche h5 · Pion noir sur case blanche c4 · Roi noir sur case noire f4 · Pion blanc sur case blanche f3 · Pion blanc sur case blanche e2 · Roi blanc sur case blanche g2 · Tour blanche sur case noire h2 · Cavalier blanc sur case noire c1 · Tour blanche sur case blanche f1 · Fou blanc sur case noire g1 | Fou noir sur case noire d8 · Tour noire sur case blanche e8 · Tour noire sur case noire f8 · Fou noir sur case blanche g8 · Cavalier blanc sur case noire c7 · Fou blanc sur case blanche h7 · Pion noir sur case noire c5 · Dame blanche sur case blanche h5 · Pion noir sur case blanche c4 · Roi noir sur case noire f4 · Pion blanc sur case blanche f3 · Pion blanc sur case blanche e2 · Roi blanc sur case blanche g2 · Tour blanche sur case noire h2 · Cavalier blanc sur case noire c1 · Tour blanche sur case blanche f1 · Fou blanc sur case noire g1 | Fou noir sur case noire d8 · Tour noire sur case blanche e8 · Tour noire sur case noire f8 · Fou noir sur case blanche g8 · Cavalier blanc sur case noire c7 · Fou blanc sur case blanche h7 · Pion noir sur case noire c5 · Dame blanche sur case blanche h5 · Pion noir sur case blanche c4 · Roi noir sur case noire f4 · Pion blanc sur case blanche f3 · Pion blanc sur case blanche e2 · Roi blanc sur case blanche g2 · Tour blanche sur case noire h2 · Cavalier blanc sur case noire c1 · Tour blanche sur case blanche f1 · Fou blanc sur case noire g1 | Fou noir sur case noire d8 · Tour noire sur case blanche e8 · Tour noire sur case noire f8 · Fou noir sur case blanche g8 · Cavalier blanc sur case noire c7 · Fou blanc sur case blanche h7 · Pion noir sur case noire c5 · Dame blanche sur case blanche h5 · Pion noir sur case blanche c4 · Roi noir sur case noire f4 · Pion blanc sur case blanche f3 · Pion blanc sur case blanche e2 · Roi blanc sur case blanche g2 · Tour blanche sur case noire h2 · Cavalier blanc sur case noire c1 · Tour blanche sur case blanche f1 · Fou blanc sur case noire g1 | Fou noir sur case noire d8 · Tour noire sur case blanche e8 · Tour noire sur case noire f8 · Fou noir sur case blanche g8 · Cavalier blanc sur case noire c7 · Fou blanc sur case blanche h7 · Pion noir sur case noire c5 · Dame blanche sur case blanche h5 · Pion noir sur case blanche c4 · Roi noir sur case noire f4 · Pion blanc sur case blanche f3 · Pion blanc sur case blanche e2 · Roi blanc sur case blanche g2 · Tour blanche sur case noire h2 · Cavalier blanc sur case noire c1 · Tour blanche sur case blanche f1 · Fou blanc sur case noire g1 | 8 |
| 7 | Fou noir sur case noire d8 · Tour noire sur case blanche e8 · Tour noire sur case noire f8 · Fou noir sur case blanche g8 · Cavalier blanc sur case noire c7 · Fou blanc sur case blanche h7 · Pion noir sur case noire c5 · Dame blanche sur case blanche h5 · Pion noir sur case blanche c4 · Roi noir sur case noire f4 · Pion blanc sur case blanche f3 · Pion blanc sur case blanche e2 · Roi blanc sur case blanche g2 · Tour blanche sur case noire h2 · Cavalier blanc sur case noire c1 · Tour blanche sur case blanche f1 · Fou blanc sur case noire g1 | Fou noir sur case noire d8 · Tour noire sur case blanche e8 · Tour noire sur case noire f8 · Fou noir sur case blanche g8 · Cavalier blanc sur case noire c7 · Fou blanc sur case blanche h7 · Pion noir sur case noire c5 · Dame blanche sur case blanche h5 · Pion noir sur case blanche c4 · Roi noir sur case noire f4 · Pion blanc sur case blanche f3 · Pion blanc sur case blanche e2 · Roi blanc sur case blanche g2 · Tour blanche sur case noire h2 · Cavalier blanc sur case noire c1 · Tour blanche sur case blanche f1 · Fou blanc sur case noire g1 | Fou noir sur case noire d8 · Tour noire sur case blanche e8 · Tour noire sur case noire f8 · Fou noir sur case blanche g8 · Cavalier blanc sur case noire c7 · Fou blanc sur case blanche h7 · Pion noir sur case noire c5 · Dame blanche sur case blanche h5 · Pion noir sur case blanche c4 · Roi noir sur case noire f4 · Pion blanc sur case blanche f3 · Pion blanc sur case blanche e2 · Roi blanc sur case blanche g2 · Tour blanche sur case noire h2 · Cavalier blanc sur case noire c1 · Tour blanche sur case blanche f1 · Fou blanc sur case noire g1 | Fou noir sur case noire d8 · Tour noire sur case blanche e8 · Tour noire sur case noire f8 · Fou noir sur case blanche g8 · Cavalier blanc sur case noire c7 · Fou blanc sur case blanche h7 · Pion noir sur case noire c5 · Dame blanche sur case blanche h5 · Pion noir sur case blanche c4 · Roi noir sur case noire f4 · Pion blanc sur case blanche f3 · Pion blanc sur case blanche e2 · Roi blanc sur case blanche g2 · Tour blanche sur case noire h2 · Cavalier blanc sur case noire c1 · Tour blanche sur case blanche f1 · Fou blanc sur case noire g1 | Fou noir sur case noire d8 · Tour noire sur case blanche e8 · Tour noire sur case noire f8 · Fou noir sur case blanche g8 · Cavalier blanc sur case noire c7 · Fou blanc sur case blanche h7 · Pion noir sur case noire c5 · Dame blanche sur case blanche h5 · Pion noir sur case blanche c4 · Roi noir sur case noire f4 · Pion blanc sur case blanche f3 · Pion blanc sur case blanche e2 · Roi blanc sur case blanche g2 · Tour blanche sur case noire h2 · Cavalier blanc sur case noire c1 · Tour blanche sur case blanche f1 · Fou blanc sur case noire g1 | Fou noir sur case noire d8 · Tour noire sur case blanche e8 · Tour noire sur case noire f8 · Fou noir sur case blanche g8 · Cavalier blanc sur case noire c7 · Fou blanc sur case blanche h7 · Pion noir sur case noire c5 · Dame blanche sur case blanche h5 · Pion noir sur case blanche c4 · Roi noir sur case noire f4 · Pion blanc sur case blanche f3 · Pion blanc sur case blanche e2 · Roi blanc sur case blanche g2 · Tour blanche sur case noire h2 · Cavalier blanc sur case noire c1 · Tour blanche sur case blanche f1 · Fou blanc sur case noire g1 | Fou noir sur case noire d8 · Tour noire sur case blanche e8 · Tour noire sur case noire f8 · Fou noir sur case blanche g8 · Cavalier blanc sur case noire c7 · Fou blanc sur case blanche h7 · Pion noir sur case noire c5 · Dame blanche sur case blanche h5 · Pion noir sur case blanche c4 · Roi noir sur case noire f4 · Pion blanc sur case blanche f3 · Pion blanc sur case blanche e2 · Roi blanc sur case blanche g2 · Tour blanche sur case noire h2 · Cavalier blanc sur case noire c1 · Tour blanche sur case blanche f1 · Fou blanc sur case noire g1 | Fou noir sur case noire d8 · Tour noire sur case blanche e8 · Tour noire sur case noire f8 · Fou noir sur case blanche g8 · Cavalier blanc sur case noire c7 · Fou blanc sur case blanche h7 · Pion noir sur case noire c5 · Dame blanche sur case blanche h5 · Pion noir sur case blanche c4 · Roi noir sur case noire f4 · Pion blanc sur case blanche f3 · Pion blanc sur case blanche e2 · Roi blanc sur case blanche g2 · Tour blanche sur case noire h2 · Cavalier blanc sur case noire c1 · Tour blanche sur case blanche f1 · Fou blanc sur case noire g1 | 7 |
| 6 | Fou noir sur case noire d8 · Tour noire sur case blanche e8 · Tour noire sur case noire f8 · Fou noir sur case blanche g8 · Cavalier blanc sur case noire c7 · Fou blanc sur case blanche h7 · Pion noir sur case noire c5 · Dame blanche sur case blanche h5 · Pion noir sur case blanche c4 · Roi noir sur case noire f4 · Pion blanc sur case blanche f3 · Pion blanc sur case blanche e2 · Roi blanc sur case blanche g2 · Tour blanche sur case noire h2 · Cavalier blanc sur case noire c1 · Tour blanche sur case blanche f1 · Fou blanc sur case noire g1 | Fou noir sur case noire d8 · Tour noire sur case blanche e8 · Tour noire sur case noire f8 · Fou noir sur case blanche g8 · Cavalier blanc sur case noire c7 · Fou blanc sur case blanche h7 · Pion noir sur case noire c5 · Dame blanche sur case blanche h5 · Pion noir sur case blanche c4 · Roi noir sur case noire f4 · Pion blanc sur case blanche f3 · Pion blanc sur case blanche e2 · Roi blanc sur case blanche g2 · Tour blanche sur case noire h2 · Cavalier blanc sur case noire c1 · Tour blanche sur case blanche f1 · Fou blanc sur case noire g1 | Fou noir sur case noire d8 · Tour noire sur case blanche e8 · Tour noire sur case noire f8 · Fou noir sur case blanche g8 · Cavalier blanc sur case noire c7 · Fou blanc sur case blanche h7 · Pion noir sur case noire c5 · Dame blanche sur case blanche h5 · Pion noir sur case blanche c4 · Roi noir sur case noire f4 · Pion blanc sur case blanche f3 · Pion blanc sur case blanche e2 · Roi blanc sur case blanche g2 · Tour blanche sur case noire h2 · Cavalier blanc sur case noire c1 · Tour blanche sur case blanche f1 · Fou blanc sur case noire g1 | Fou noir sur case noire d8 · Tour noire sur case blanche e8 · Tour noire sur case noire f8 · Fou noir sur case blanche g8 · Cavalier blanc sur case noire c7 · Fou blanc sur case blanche h7 · Pion noir sur case noire c5 · Dame blanche sur case blanche h5 · Pion noir sur case blanche c4 · Roi noir sur case noire f4 · Pion blanc sur case blanche f3 · Pion blanc sur case blanche e2 · Roi blanc sur case blanche g2 · Tour blanche sur case noire h2 · Cavalier blanc sur case noire c1 · Tour blanche sur case blanche f1 · Fou blanc sur case noire g1 | Fou noir sur case noire d8 · Tour noire sur case blanche e8 · Tour noire sur case noire f8 · Fou noir sur case blanche g8 · Cavalier blanc sur case noire c7 · Fou blanc sur case blanche h7 · Pion noir sur case noire c5 · Dame blanche sur case blanche h5 · Pion noir sur case blanche c4 · Roi noir sur case noire f4 · Pion blanc sur case blanche f3 · Pion blanc sur case blanche e2 · Roi blanc sur case blanche g2 · Tour blanche sur case noire h2 · Cavalier blanc sur case noire c1 · Tour blanche sur case blanche f1 · Fou blanc sur case noire g1 | Fou noir sur case noire d8 · Tour noire sur case blanche e8 · Tour noire sur case noire f8 · Fou noir sur case blanche g8 · Cavalier blanc sur case noire c7 · Fou blanc sur case blanche h7 · Pion noir sur case noire c5 · Dame blanche sur case blanche h5 · Pion noir sur case blanche c4 · Roi noir sur case noire f4 · Pion blanc sur case blanche f3 · Pion blanc sur case blanche e2 · Roi blanc sur case blanche g2 · Tour blanche sur case noire h2 · Cavalier blanc sur case noire c1 · Tour blanche sur case blanche f1 · Fou blanc sur case noire g1 | Fou noir sur case noire d8 · Tour noire sur case blanche e8 · Tour noire sur case noire f8 · Fou noir sur case blanche g8 · Cavalier blanc sur case noire c7 · Fou blanc sur case blanche h7 · Pion noir sur case noire c5 · Dame blanche sur case blanche h5 · Pion noir sur case blanche c4 · Roi noir sur case noire f4 · Pion blanc sur case blanche f3 · Pion blanc sur case blanche e2 · Roi blanc sur case blanche g2 · Tour blanche sur case noire h2 · Cavalier blanc sur case noire c1 · Tour blanche sur case blanche f1 · Fou blanc sur case noire g1 | Fou noir sur case noire d8 · Tour noire sur case blanche e8 · Tour noire sur case noire f8 · Fou noir sur case blanche g8 · Cavalier blanc sur case noire c7 · Fou blanc sur case blanche h7 · Pion noir sur case noire c5 · Dame blanche sur case blanche h5 · Pion noir sur case blanche c4 · Roi noir sur case noire f4 · Pion blanc sur case blanche f3 · Pion blanc sur case blanche e2 · Roi blanc sur case blanche g2 · Tour blanche sur case noire h2 · Cavalier blanc sur case noire c1 · Tour blanche sur case blanche f1 · Fou blanc sur case noire g1 | 6 |
| 5 | Fou noir sur case noire d8 · Tour noire sur case blanche e8 · Tour noire sur case noire f8 · Fou noir sur case blanche g8 · Cavalier blanc sur case noire c7 · Fou blanc sur case blanche h7 · Pion noir sur case noire c5 · Dame blanche sur case blanche h5 · Pion noir sur case blanche c4 · Roi noir sur case noire f4 · Pion blanc sur case blanche f3 · Pion blanc sur case blanche e2 · Roi blanc sur case blanche g2 · Tour blanche sur case noire h2 · Cavalier blanc sur case noire c1 · Tour blanche sur case blanche f1 · Fou blanc sur case noire g1 | Fou noir sur case noire d8 · Tour noire sur case blanche e8 · Tour noire sur case noire f8 · Fou noir sur case blanche g8 · Cavalier blanc sur case noire c7 · Fou blanc sur case blanche h7 · Pion noir sur case noire c5 · Dame blanche sur case blanche h5 · Pion noir sur case blanche c4 · Roi noir sur case noire f4 · Pion blanc sur case blanche f3 · Pion blanc sur case blanche e2 · Roi blanc sur case blanche g2 · Tour blanche sur case noire h2 · Cavalier blanc sur case noire c1 · Tour blanche sur case blanche f1 · Fou blanc sur case noire g1 | Fou noir sur case noire d8 · Tour noire sur case blanche e8 · Tour noire sur case noire f8 · Fou noir sur case blanche g8 · Cavalier blanc sur case noire c7 · Fou blanc sur case blanche h7 · Pion noir sur case noire c5 · Dame blanche sur case blanche h5 · Pion noir sur case blanche c4 · Roi noir sur case noire f4 · Pion blanc sur case blanche f3 · Pion blanc sur case blanche e2 · Roi blanc sur case blanche g2 · Tour blanche sur case noire h2 · Cavalier blanc sur case noire c1 · Tour blanche sur case blanche f1 · Fou blanc sur case noire g1 | Fou noir sur case noire d8 · Tour noire sur case blanche e8 · Tour noire sur case noire f8 · Fou noir sur case blanche g8 · Cavalier blanc sur case noire c7 · Fou blanc sur case blanche h7 · Pion noir sur case noire c5 · Dame blanche sur case blanche h5 · Pion noir sur case blanche c4 · Roi noir sur case noire f4 · Pion blanc sur case blanche f3 · Pion blanc sur case blanche e2 · Roi blanc sur case blanche g2 · Tour blanche sur case noire h2 · Cavalier blanc sur case noire c1 · Tour blanche sur case blanche f1 · Fou blanc sur case noire g1 | Fou noir sur case noire d8 · Tour noire sur case blanche e8 · Tour noire sur case noire f8 · Fou noir sur case blanche g8 · Cavalier blanc sur case noire c7 · Fou blanc sur case blanche h7 · Pion noir sur case noire c5 · Dame blanche sur case blanche h5 · Pion noir sur case blanche c4 · Roi noir sur case noire f4 · Pion blanc sur case blanche f3 · Pion blanc sur case blanche e2 · Roi blanc sur case blanche g2 · Tour blanche sur case noire h2 · Cavalier blanc sur case noire c1 · Tour blanche sur case blanche f1 · Fou blanc sur case noire g1 | Fou noir sur case noire d8 · Tour noire sur case blanche e8 · Tour noire sur case noire f8 · Fou noir sur case blanche g8 · Cavalier blanc sur case noire c7 · Fou blanc sur case blanche h7 · Pion noir sur case noire c5 · Dame blanche sur case blanche h5 · Pion noir sur case blanche c4 · Roi noir sur case noire f4 · Pion blanc sur case blanche f3 · Pion blanc sur case blanche e2 · Roi blanc sur case blanche g2 · Tour blanche sur case noire h2 · Cavalier blanc sur case noire c1 · Tour blanche sur case blanche f1 · Fou blanc sur case noire g1 | Fou noir sur case noire d8 · Tour noire sur case blanche e8 · Tour noire sur case noire f8 · Fou noir sur case blanche g8 · Cavalier blanc sur case noire c7 · Fou blanc sur case blanche h7 · Pion noir sur case noire c5 · Dame blanche sur case blanche h5 · Pion noir sur case blanche c4 · Roi noir sur case noire f4 · Pion blanc sur case blanche f3 · Pion blanc sur case blanche e2 · Roi blanc sur case blanche g2 · Tour blanche sur case noire h2 · Cavalier blanc sur case noire c1 · Tour blanche sur case blanche f1 · Fou blanc sur case noire g1 | Fou noir sur case noire d8 · Tour noire sur case blanche e8 · Tour noire sur case noire f8 · Fou noir sur case blanche g8 · Cavalier blanc sur case noire c7 · Fou blanc sur case blanche h7 · Pion noir sur case noire c5 · Dame blanche sur case blanche h5 · Pion noir sur case blanche c4 · Roi noir sur case noire f4 · Pion blanc sur case blanche f3 · Pion blanc sur case blanche e2 · Roi blanc sur case blanche g2 · Tour blanche sur case noire h2 · Cavalier blanc sur case noire c1 · Tour blanche sur case blanche f1 · Fou blanc sur case noire g1 | 5 |
| 4 | Fou noir sur case noire d8 · Tour noire sur case blanche e8 · Tour noire sur case noire f8 · Fou noir sur case blanche g8 · Cavalier blanc sur case noire c7 · Fou blanc sur case blanche h7 · Pion noir sur case noire c5 · Dame blanche sur case blanche h5 · Pion noir sur case blanche c4 · Roi noir sur case noire f4 · Pion blanc sur case blanche f3 · Pion blanc sur case blanche e2 · Roi blanc sur case blanche g2 · Tour blanche sur case noire h2 · Cavalier blanc sur case noire c1 · Tour blanche sur case blanche f1 · Fou blanc sur case noire g1 | Fou noir sur case noire d8 · Tour noire sur case blanche e8 · Tour noire sur case noire f8 · Fou noir sur case blanche g8 · Cavalier blanc sur case noire c7 · Fou blanc sur case blanche h7 · Pion noir sur case noire c5 · Dame blanche sur case blanche h5 · Pion noir sur case blanche c4 · Roi noir sur case noire f4 · Pion blanc sur case blanche f3 · Pion blanc sur case blanche e2 · Roi blanc sur case blanche g2 · Tour blanche sur case noire h2 · Cavalier blanc sur case noire c1 · Tour blanche sur case blanche f1 · Fou blanc sur case noire g1 | Fou noir sur case noire d8 · Tour noire sur case blanche e8 · Tour noire sur case noire f8 · Fou noir sur case blanche g8 · Cavalier blanc sur case noire c7 · Fou blanc sur case blanche h7 · Pion noir sur case noire c5 · Dame blanche sur case blanche h5 · Pion noir sur case blanche c4 · Roi noir sur case noire f4 · Pion blanc sur case blanche f3 · Pion blanc sur case blanche e2 · Roi blanc sur case blanche g2 · Tour blanche sur case noire h2 · Cavalier blanc sur case noire c1 · Tour blanche sur case blanche f1 · Fou blanc sur case noire g1 | Fou noir sur case noire d8 · Tour noire sur case blanche e8 · Tour noire sur case noire f8 · Fou noir sur case blanche g8 · Cavalier blanc sur case noire c7 · Fou blanc sur case blanche h7 · Pion noir sur case noire c5 · Dame blanche sur case blanche h5 · Pion noir sur case blanche c4 · Roi noir sur case noire f4 · Pion blanc sur case blanche f3 · Pion blanc sur case blanche e2 · Roi blanc sur case blanche g2 · Tour blanche sur case noire h2 · Cavalier blanc sur case noire c1 · Tour blanche sur case blanche f1 · Fou blanc sur case noire g1 | Fou noir sur case noire d8 · Tour noire sur case blanche e8 · Tour noire sur case noire f8 · Fou noir sur case blanche g8 · Cavalier blanc sur case noire c7 · Fou blanc sur case blanche h7 · Pion noir sur case noire c5 · Dame blanche sur case blanche h5 · Pion noir sur case blanche c4 · Roi noir sur case noire f4 · Pion blanc sur case blanche f3 · Pion blanc sur case blanche e2 · Roi blanc sur case blanche g2 · Tour blanche sur case noire h2 · Cavalier blanc sur case noire c1 · Tour blanche sur case blanche f1 · Fou blanc sur case noire g1 | Fou noir sur case noire d8 · Tour noire sur case blanche e8 · Tour noire sur case noire f8 · Fou noir sur case blanche g8 · Cavalier blanc sur case noire c7 · Fou blanc sur case blanche h7 · Pion noir sur case noire c5 · Dame blanche sur case blanche h5 · Pion noir sur case blanche c4 · Roi noir sur case noire f4 · Pion blanc sur case blanche f3 · Pion blanc sur case blanche e2 · Roi blanc sur case blanche g2 · Tour blanche sur case noire h2 · Cavalier blanc sur case noire c1 · Tour blanche sur case blanche f1 · Fou blanc sur case noire g1 | Fou noir sur case noire d8 · Tour noire sur case blanche e8 · Tour noire sur case noire f8 · Fou noir sur case blanche g8 · Cavalier blanc sur case noire c7 · Fou blanc sur case blanche h7 · Pion noir sur case noire c5 · Dame blanche sur case blanche h5 · Pion noir sur case blanche c4 · Roi noir sur case noire f4 · Pion blanc sur case blanche f3 · Pion blanc sur case blanche e2 · Roi blanc sur case blanche g2 · Tour blanche sur case noire h2 · Cavalier blanc sur case noire c1 · Tour blanche sur case blanche f1 · Fou blanc sur case noire g1 | Fou noir sur case noire d8 · Tour noire sur case blanche e8 · Tour noire sur case noire f8 · Fou noir sur case blanche g8 · Cavalier blanc sur case noire c7 · Fou blanc sur case blanche h7 · Pion noir sur case noire c5 · Dame blanche sur case blanche h5 · Pion noir sur case blanche c4 · Roi noir sur case noire f4 · Pion blanc sur case blanche f3 · Pion blanc sur case blanche e2 · Roi blanc sur case blanche g2 · Tour blanche sur case noire h2 · Cavalier blanc sur case noire c1 · Tour blanche sur case blanche f1 · Fou blanc sur case noire g1 | 4 |
| 3 | Fou noir sur case noire d8 · Tour noire sur case blanche e8 · Tour noire sur case noire f8 · Fou noir sur case blanche g8 · Cavalier blanc sur case noire c7 · Fou blanc sur case blanche h7 · Pion noir sur case noire c5 · Dame blanche sur case blanche h5 · Pion noir sur case blanche c4 · Roi noir sur case noire f4 · Pion blanc sur case blanche f3 · Pion blanc sur case blanche e2 · Roi blanc sur case blanche g2 · Tour blanche sur case noire h2 · Cavalier blanc sur case noire c1 · Tour blanche sur case blanche f1 · Fou blanc sur case noire g1 | Fou noir sur case noire d8 · Tour noire sur case blanche e8 · Tour noire sur case noire f8 · Fou noir sur case blanche g8 · Cavalier blanc sur case noire c7 · Fou blanc sur case blanche h7 · Pion noir sur case noire c5 · Dame blanche sur case blanche h5 · Pion noir sur case blanche c4 · Roi noir sur case noire f4 · Pion blanc sur case blanche f3 · Pion blanc sur case blanche e2 · Roi blanc sur case blanche g2 · Tour blanche sur case noire h2 · Cavalier blanc sur case noire c1 · Tour blanche sur case blanche f1 · Fou blanc sur case noire g1 | Fou noir sur case noire d8 · Tour noire sur case blanche e8 · Tour noire sur case noire f8 · Fou noir sur case blanche g8 · Cavalier blanc sur case noire c7 · Fou blanc sur case blanche h7 · Pion noir sur case noire c5 · Dame blanche sur case blanche h5 · Pion noir sur case blanche c4 · Roi noir sur case noire f4 · Pion blanc sur case blanche f3 · Pion blanc sur case blanche e2 · Roi blanc sur case blanche g2 · Tour blanche sur case noire h2 · Cavalier blanc sur case noire c1 · Tour blanche sur case blanche f1 · Fou blanc sur case noire g1 | Fou noir sur case noire d8 · Tour noire sur case blanche e8 · Tour noire sur case noire f8 · Fou noir sur case blanche g8 · Cavalier blanc sur case noire c7 · Fou blanc sur case blanche h7 · Pion noir sur case noire c5 · Dame blanche sur case blanche h5 · Pion noir sur case blanche c4 · Roi noir sur case noire f4 · Pion blanc sur case blanche f3 · Pion blanc sur case blanche e2 · Roi blanc sur case blanche g2 · Tour blanche sur case noire h2 · Cavalier blanc sur case noire c1 · Tour blanche sur case blanche f1 · Fou blanc sur case noire g1 | Fou noir sur case noire d8 · Tour noire sur case blanche e8 · Tour noire sur case noire f8 · Fou noir sur case blanche g8 · Cavalier blanc sur case noire c7 · Fou blanc sur case blanche h7 · Pion noir sur case noire c5 · Dame blanche sur case blanche h5 · Pion noir sur case blanche c4 · Roi noir sur case noire f4 · Pion blanc sur case blanche f3 · Pion blanc sur case blanche e2 · Roi blanc sur case blanche g2 · Tour blanche sur case noire h2 · Cavalier blanc sur case noire c1 · Tour blanche sur case blanche f1 · Fou blanc sur case noire g1 | Fou noir sur case noire d8 · Tour noire sur case blanche e8 · Tour noire sur case noire f8 · Fou noir sur case blanche g8 · Cavalier blanc sur case noire c7 · Fou blanc sur case blanche h7 · Pion noir sur case noire c5 · Dame blanche sur case blanche h5 · Pion noir sur case blanche c4 · Roi noir sur case noire f4 · Pion blanc sur case blanche f3 · Pion blanc sur case blanche e2 · Roi blanc sur case blanche g2 · Tour blanche sur case noire h2 · Cavalier blanc sur case noire c1 · Tour blanche sur case blanche f1 · Fou blanc sur case noire g1 | Fou noir sur case noire d8 · Tour noire sur case blanche e8 · Tour noire sur case noire f8 · Fou noir sur case blanche g8 · Cavalier blanc sur case noire c7 · Fou blanc sur case blanche h7 · Pion noir sur case noire c5 · Dame blanche sur case blanche h5 · Pion noir sur case blanche c4 · Roi noir sur case noire f4 · Pion blanc sur case blanche f3 · Pion blanc sur case blanche e2 · Roi blanc sur case blanche g2 · Tour blanche sur case noire h2 · Cavalier blanc sur case noire c1 · Tour blanche sur case blanche f1 · Fou blanc sur case noire g1 | Fou noir sur case noire d8 · Tour noire sur case blanche e8 · Tour noire sur case noire f8 · Fou noir sur case blanche g8 · Cavalier blanc sur case noire c7 · Fou blanc sur case blanche h7 · Pion noir sur case noire c5 · Dame blanche sur case blanche h5 · Pion noir sur case blanche c4 · Roi noir sur case noire f4 · Pion blanc sur case blanche f3 · Pion blanc sur case blanche e2 · Roi blanc sur case blanche g2 · Tour blanche sur case noire h2 · Cavalier blanc sur case noire c1 · Tour blanche sur case blanche f1 · Fou blanc sur case noire g1 | 3 |
| 2 | Fou noir sur case noire d8 · Tour noire sur case blanche e8 · Tour noire sur case noire f8 · Fou noir sur case blanche g8 · Cavalier blanc sur case noire c7 · Fou blanc sur case blanche h7 · Pion noir sur case noire c5 · Dame blanche sur case blanche h5 · Pion noir sur case blanche c4 · Roi noir sur case noire f4 · Pion blanc sur case blanche f3 · Pion blanc sur case blanche e2 · Roi blanc sur case blanche g2 · Tour blanche sur case noire h2 · Cavalier blanc sur case noire c1 · Tour blanche sur case blanche f1 · Fou blanc sur case noire g1 | Fou noir sur case noire d8 · Tour noire sur case blanche e8 · Tour noire sur case noire f8 · Fou noir sur case blanche g8 · Cavalier blanc sur case noire c7 · Fou blanc sur case blanche h7 · Pion noir sur case noire c5 · Dame blanche sur case blanche h5 · Pion noir sur case blanche c4 · Roi noir sur case noire f4 · Pion blanc sur case blanche f3 · Pion blanc sur case blanche e2 · Roi blanc sur case blanche g2 · Tour blanche sur case noire h2 · Cavalier blanc sur case noire c1 · Tour blanche sur case blanche f1 · Fou blanc sur case noire g1 | Fou noir sur case noire d8 · Tour noire sur case blanche e8 · Tour noire sur case noire f8 · Fou noir sur case blanche g8 · Cavalier blanc sur case noire c7 · Fou blanc sur case blanche h7 · Pion noir sur case noire c5 · Dame blanche sur case blanche h5 · Pion noir sur case blanche c4 · Roi noir sur case noire f4 · Pion blanc sur case blanche f3 · Pion blanc sur case blanche e2 · Roi blanc sur case blanche g2 · Tour blanche sur case noire h2 · Cavalier blanc sur case noire c1 · Tour blanche sur case blanche f1 · Fou blanc sur case noire g1 | Fou noir sur case noire d8 · Tour noire sur case blanche e8 · Tour noire sur case noire f8 · Fou noir sur case blanche g8 · Cavalier blanc sur case noire c7 · Fou blanc sur case blanche h7 · Pion noir sur case noire c5 · Dame blanche sur case blanche h5 · Pion noir sur case blanche c4 · Roi noir sur case noire f4 · Pion blanc sur case blanche f3 · Pion blanc sur case blanche e2 · Roi blanc sur case blanche g2 · Tour blanche sur case noire h2 · Cavalier blanc sur case noire c1 · Tour blanche sur case blanche f1 · Fou blanc sur case noire g1 | Fou noir sur case noire d8 · Tour noire sur case blanche e8 · Tour noire sur case noire f8 · Fou noir sur case blanche g8 · Cavalier blanc sur case noire c7 · Fou blanc sur case blanche h7 · Pion noir sur case noire c5 · Dame blanche sur case blanche h5 · Pion noir sur case blanche c4 · Roi noir sur case noire f4 · Pion blanc sur case blanche f3 · Pion blanc sur case blanche e2 · Roi blanc sur case blanche g2 · Tour blanche sur case noire h2 · Cavalier blanc sur case noire c1 · Tour blanche sur case blanche f1 · Fou blanc sur case noire g1 | Fou noir sur case noire d8 · Tour noire sur case blanche e8 · Tour noire sur case noire f8 · Fou noir sur case blanche g8 · Cavalier blanc sur case noire c7 · Fou blanc sur case blanche h7 · Pion noir sur case noire c5 · Dame blanche sur case blanche h5 · Pion noir sur case blanche c4 · Roi noir sur case noire f4 · Pion blanc sur case blanche f3 · Pion blanc sur case blanche e2 · Roi blanc sur case blanche g2 · Tour blanche sur case noire h2 · Cavalier blanc sur case noire c1 · Tour blanche sur case blanche f1 · Fou blanc sur case noire g1 | Fou noir sur case noire d8 · Tour noire sur case blanche e8 · Tour noire sur case noire f8 · Fou noir sur case blanche g8 · Cavalier blanc sur case noire c7 · Fou blanc sur case blanche h7 · Pion noir sur case noire c5 · Dame blanche sur case blanche h5 · Pion noir sur case blanche c4 · Roi noir sur case noire f4 · Pion blanc sur case blanche f3 · Pion blanc sur case blanche e2 · Roi blanc sur case blanche g2 · Tour blanche sur case noire h2 · Cavalier blanc sur case noire c1 · Tour blanche sur case blanche f1 · Fou blanc sur case noire g1 | Fou noir sur case noire d8 · Tour noire sur case blanche e8 · Tour noire sur case noire f8 · Fou noir sur case blanche g8 · Cavalier blanc sur case noire c7 · Fou blanc sur case blanche h7 · Pion noir sur case noire c5 · Dame blanche sur case blanche h5 · Pion noir sur case blanche c4 · Roi noir sur case noire f4 · Pion blanc sur case blanche f3 · Pion blanc sur case blanche e2 · Roi blanc sur case blanche g2 · Tour blanche sur case noire h2 · Cavalier blanc sur case noire c1 · Tour blanche sur case blanche f1 · Fou blanc sur case noire g1 | 2 |
| 1 | Fou noir sur case noire d8 · Tour noire sur case blanche e8 · Tour noire sur case noire f8 · Fou noir sur case blanche g8 · Cavalier blanc sur case noire c7 · Fou blanc sur case blanche h7 · Pion noir sur case noire c5 · Dame blanche sur case blanche h5 · Pion noir sur case blanche c4 · Roi noir sur case noire f4 · Pion blanc sur case blanche f3 · Pion blanc sur case blanche e2 · Roi blanc sur case blanche g2 · Tour blanche sur case noire h2 · Cavalier blanc sur case noire c1 · Tour blanche sur case blanche f1 · Fou blanc sur case noire g1 | Fou noir sur case noire d8 · Tour noire sur case blanche e8 · Tour noire sur case noire f8 · Fou noir sur case blanche g8 · Cavalier blanc sur case noire c7 · Fou blanc sur case blanche h7 · Pion noir sur case noire c5 · Dame blanche sur case blanche h5 · Pion noir sur case blanche c4 · Roi noir sur case noire f4 · Pion blanc sur case blanche f3 · Pion blanc sur case blanche e2 · Roi blanc sur case blanche g2 · Tour blanche sur case noire h2 · Cavalier blanc sur case noire c1 · Tour blanche sur case blanche f1 · Fou blanc sur case noire g1 | Fou noir sur case noire d8 · Tour noire sur case blanche e8 · Tour noire sur case noire f8 · Fou noir sur case blanche g8 · Cavalier blanc sur case noire c7 · Fou blanc sur case blanche h7 · Pion noir sur case noire c5 · Dame blanche sur case blanche h5 · Pion noir sur case blanche c4 · Roi noir sur case noire f4 · Pion blanc sur case blanche f3 · Pion blanc sur case blanche e2 · Roi blanc sur case blanche g2 · Tour blanche sur case noire h2 · Cavalier blanc sur case noire c1 · Tour blanche sur case blanche f1 · Fou blanc sur case noire g1 | Fou noir sur case noire d8 · Tour noire sur case blanche e8 · Tour noire sur case noire f8 · Fou noir sur case blanche g8 · Cavalier blanc sur case noire c7 · Fou blanc sur case blanche h7 · Pion noir sur case noire c5 · Dame blanche sur case blanche h5 · Pion noir sur case blanche c4 · Roi noir sur case noire f4 · Pion blanc sur case blanche f3 · Pion blanc sur case blanche e2 · Roi blanc sur case blanche g2 · Tour blanche sur case noire h2 · Cavalier blanc sur case noire c1 · Tour blanche sur case blanche f1 · Fou blanc sur case noire g1 | Fou noir sur case noire d8 · Tour noire sur case blanche e8 · Tour noire sur case noire f8 · Fou noir sur case blanche g8 · Cavalier blanc sur case noire c7 · Fou blanc sur case blanche h7 · Pion noir sur case noire c5 · Dame blanche sur case blanche h5 · Pion noir sur case blanche c4 · Roi noir sur case noire f4 · Pion blanc sur case blanche f3 · Pion blanc sur case blanche e2 · Roi blanc sur case blanche g2 · Tour blanche sur case noire h2 · Cavalier blanc sur case noire c1 · Tour blanche sur case blanche f1 · Fou blanc sur case noire g1 | Fou noir sur case noire d8 · Tour noire sur case blanche e8 · Tour noire sur case noire f8 · Fou noir sur case blanche g8 · Cavalier blanc sur case noire c7 · Fou blanc sur case blanche h7 · Pion noir sur case noire c5 · Dame blanche sur case blanche h5 · Pion noir sur case blanche c4 · Roi noir sur case noire f4 · Pion blanc sur case blanche f3 · Pion blanc sur case blanche e2 · Roi blanc sur case blanche g2 · Tour blanche sur case noire h2 · Cavalier blanc sur case noire c1 · Tour blanche sur case blanche f1 · Fou blanc sur case noire g1 | Fou noir sur case noire d8 · Tour noire sur case blanche e8 · Tour noire sur case noire f8 · Fou noir sur case blanche g8 · Cavalier blanc sur case noire c7 · Fou blanc sur case blanche h7 · Pion noir sur case noire c5 · Dame blanche sur case blanche h5 · Pion noir sur case blanche c4 · Roi noir sur case noire f4 · Pion blanc sur case blanche f3 · Pion blanc sur case blanche e2 · Roi blanc sur case blanche g2 · Tour blanche sur case noire h2 · Cavalier blanc sur case noire c1 · Tour blanche sur case blanche f1 · Fou blanc sur case noire g1 | Fou noir sur case noire d8 · Tour noire sur case blanche e8 · Tour noire sur case noire f8 · Fou noir sur case blanche g8 · Cavalier blanc sur case noire c7 · Fou blanc sur case blanche h7 · Pion noir sur case noire c5 · Dame blanche sur case blanche h5 · Pion noir sur case blanche c4 · Roi noir sur case noire f4 · Pion blanc sur case blanche f3 · Pion blanc sur case blanche e2 · Roi blanc sur case blanche g2 · Tour blanche sur case noire h2 · Cavalier blanc sur case noire c1 · Tour blanche sur case blanche f1 · Fou blanc sur case noire g1 | 1 |
|   | a | b | c | d | e | f | g | h |   |

La clé du problème est 1.Th1. Elle est difficile à trouver parce qu'elle laisse aux Noirs la liberté de jouer. Elle évacue la case h2, qui devient utilisable pour mater ; c'est ce que les problémistes appellent le thème Bristol, en référence à un problème de Frank Healey publié en 1861 dans un tournoi de cette ville. Les Noirs sont mis en zugzwang, une situation dans laquelle chacun de leur coup détériore leur position (les problémistes parlent plutôt de blocus). Mais les règles du jeu leur imposent de jouer et chacun des coups noirs entraîne un coup blanc matant. Par exemple, si les noirs jouent 1... Fxh7, la case d5 n'est plus contrôlée, et les blancs jouent 2.Cd5#. Ou bien si les noirs jouent 1... Te5, ils bloquent la case de fuite du roi, ce qui permet 2.Dg4#. Sur 1…Fg5, les blancs jouent 2.Dh2#, profitant de l'effet Bristol. Si les Noirs pouvaient ne pas jouer en réponse à la clé, les Blancs ne pourraient pas mater en un coup.
Le thème de ce problème est appelé tuyaux d'orgues ; il se caractérise par la position des tours et des fous noirs. Si chacune de ces quatre pièces avance d'une ou de deux cases, elle intercepte une autre pièce et permet un mat. Par exemple, si les Noirs jouent 1... Fe7, la case e3 n'est plus contrôlée, et cela permet 2.e3#. Si les Noirs jouent 1... Te7, c'est la case h4 qui n'est plus contrôlée et les Blancs matent par 2.Th4#. Le thème de l'interférence mutuelle de deux pièces dans deux variantes porte le nom Grimshaw. Les tuyaux d'orgues présentent donc deux Grimshaw.